# Falacias del cómputo distribuido
Las falacias del cómputo distribuido son una serie de aseveraciones hechas por L Peter Deutsch y otros en Sun Microsystems describiendo falsas expectativas cometidas invariablemente por los desarrolladores novatos a las aplicaciones distribuidas.

## Las falacias
Las falacias son:
1. La red es fiable.
2. La latencia es cero.
3. El ancho de banda es infinito.
4. La red es segura.
5. La topología no cambia.
6. Hay un solo administrador.
7. El costo de transporte es cero.
8. La red es homogénea.

## Los efectos de las falacias
1. Las aplicaciones de software están escritas con poco atención al manejo de errores en red. Durante una falla de la red, tales aplicaciones pueden detenerse por completo o quedar indefinidamente en espera por un paquete de respuesta, manteniéndose consumiendo memoria u otros recursos. Cuando el fallo se resuelve, estas aplicaciones frecuentemente fallan en solicitar un reintento para las operaciones detenidas, y requieren de un reinicio manual.
2. La ignorancia de la latencia de red, y de la pérdida de paquetes puede causar o inducir que los desarrolladores orientados a las capas de aplicación y de transporte permitan tráfico sin límite, lo cual aumenta fuertemente la cantidad de paquetes perdidos y de desperdicio en el ancho de banda.
3. Ignorar los límites de ancho de banda por la parte del emisor puede resultar en cuellos de botella al emplear medios de comunicación multiplexados en frecuencia.
4. Ser complaciente respecto a los resultados de la seguridad en red lleva a ser omiso en el manejo de información proveniente de programas y usuarios maliciosos, los cuales se adaptan constantemente a las medidas adoptadas.[2]
5. Los cambios en topología de red pueden tener efectos tanto respecto al ancho de banda como a la latencia, y por tanto inducir problemas similares.
6. Administradores múltiples, como ocurre con subredes de compañías rivales, pueden generar conflicto en las políticas con las que deben estar conscientes los emisores del tráfico de red para efectuar sus conexiones
7. Los costos ocultos de construir y mantener una red o subred no son insignificantes, y deben por consecuencia ser considerados al presupuestar un sistema para evitar el déficit.
8. Si un sistema supone que la red es homogénea, puede llevar a los mismos problemas que resultado de las primeras tres falacias.

## Historia
La lista de las falacias se originaron en Sun Microsystems. L. Peter Deutsch, uno de los Fellows originales de Sun, recibe típicamente el crédito de la creación de las primeras siete falacias en 1994; aun así, Bill Joy y Tom Lyon han identificado a las primeras cuatro como "Las Falacias del cómputo en red". Alrededor de 1997, James Gosling, otro Fellow de Sun y el inventor de Java, añadió la octava falacia.